# Петров, Алексей Сергеевич (биатлонист)
Алексей Сергеевич Петров (23 апреля 1994, Канаш, Чувашия) — российский биатлонист, призёр чемпионата России. Мастер спорта России.

## Биография
На российских соревнованиях выступает за Башкортостан, воспитанник СДЮСШОР РБ, первый тренер — Михайлова Евгения Юрьевна.
В 2016 году стал бронзовым призёром в спринте и гонке преследования на Всероссийской Универсиаде. Становился призёром этапов Кубка России в эстафете.
На чемпионате России 2016 года стал бронзовым призёром в эстафете.

## Личная жизнь
Женился в мае 2017 года на Регине Хизматуллиной.